# Guerra preventiva
Uma guerra preventiva ou ataque preventivo é uma ação armada empreendida com o objetivo (ou a pretexto) evitar que a outra parte ataque, embora não haja evidência de que o ataque seja iminente ou que esteja sendo planejado.
Alguns autores defendem a distinção entre guerra preventiva e guerra preemptiva. Neste último caso, tratar-se-ia de atacar primeiro diante da evidência de um ataque iminente. Tais autores consideram que, quando um potencial adversário parece estar iniciando os preparativos para um possível ataque futuro, mas ainda não atacou de fato, o ataque, na verdade, "já começou";  no entanto, essa opinião não é corroborada pela ONU. 
O Artigo 2 (4) da Carta das Nações Unidas exige que os Estados se abstenham de iniciar um conflito armado, a menos que sejam autorizados pelo Conselho de Segurança da ONU a realizar uma ação de força, nos termos do Artigo 42.
Argumentos favoráveis à legitimidade da guerra preventiva como forma de autodefesa são geralmente objeto de intensa controvérsia,  e seus críticos consideram que, de fato, a guerra preventiva seja uma estratégia para evitar alterações no equilíbrio de poder que possam favorecer o adversário.
De acordo com o artigo 51 da Carta das Nações Unidas, o direito de legítima defesa se exerce no caso de ataque armado. O primeiro teórico da guerra preventiva foi Carl Schmitt, jurista e filósofo alemão, que explicou a invasão da Polônia (1939) na chave da guerra preventiva. Quando Hitler invadiu a Polônia, o notável jurista justificou a legalidade da guerra preventiva com base nas exigências da segurança nacional  alemã, à qual era necessário um Grossraum, uma espaço de influência capaz de proteger o Reich das "hordas bolcheviques", que pressionavam as fronteiras orientais. Posteriormente a teoria da guerra preventiva foi em grande parte retomada por Leo Strauss, discípulo e colaborador de Schmitt.
Mais recentemente, a doutrina do presidente dos Estados Unidos George W. Bush sobre ataques preventivos referia-se à ameaça potencial representada pelos países integrantes do chamado Eixo do Mal, formado por "estados delinquentes" - supostamente detentores de armas de destruição em massa. Esse discurso foi usado para justificar a guerra preventiva contra o Iraque, embora a UNMOVIC, em colaboração com a AIEA, tivesse realizado inspeções no Iraque até pouco antes da invasão do país pelos EUA, em março de 2003 - sem que tivessem sido encontradas armas de destruição em massa.
Muitos Estados não apoiam o uso do argumento de guerra preventiva, considerando que esse conceito poderia ser aplicado arbitrariamente a qualquer ameaça real ou imaginária. Existe um consenso internacional quase generalizado em relação ao fato de a guerra preventiva "ir muito além do aceitável no direito internacional".  No quadro atual, a guerra preventiva, se realizada sem a prévia anuência das Nações Unidas, é  ilegal. Entretanto Robert Delahunty e John Yoo, integrantes da administração George W. Bush, ao defenderem a doutrina Bush, afirmam que tal padrão de legalidade não é realista.